# Wysokie (powiat nidzicki)
Wysokie (niem. Karlshof, w latach 1938–1945 Kleinkarlshof) – uroczysko-dawna miejscowość, zniesiona osada w Polsce, w województwie warmińsko-mazurskim, w powiecie nidzickim, w gminie Nidzica.
W latach 1975–1998 miejscowość administracyjnie należała do województwa olsztyńskiego.
Nazwę zniesiono z 2023 r.. W 2024 r. ustalono nazwę obiektu fizjograficznego, jako uroczysko-dawna miejscowość.